# ルートヴィヒ・ロゼリウス
ルートヴィヒ・ロゼリウス（ドイツ語: Ludwig Roselius, 1874年6月2日 - 1943年5月15日）はドイツの実業家。Café HAGの創業者。